# 1906년 중간 올림픽 펜싱 남자 단체 사브르
1906년 중간 올림픽 펜싱 남자 단체 사브르는 그리스 아테네에서 개최된 1906년 중간 올림픽 펜싱의 세부 종목이다. 1906년 4월 28일에 자피에온에서 진행되었다. 4개국에서 선수 16명이 참가하였다.

## 경기장
| 도시   | 경기장   | 원어명          | 로마자   | 비고 |
| ------ | -------- | --------------- | -------- | ---- |
| 아테네 | 자피에온 | Ζάππειον μέγαρο | Zappieon |      |

## 경기 결과
| 순위 | 국가   | 선수                                                                                          | 비고 |
| ---- | ------ | --------------------------------------------------------------------------------------------- | ---- |
| 1    | 독일   | 구스타프 카스미르 야코프 에르크라트 데 바리 에밀 쇤 오구스트 페트리                           |      |
| 2    | 영국   | 메넬라오스 사코라포스 이오아니스 게오르기아디스 트리안타필로스 코르도기아니스 카트란 조르바스 |      |
| 3    | 벨기에 | 마우리츠 판 뢰벤 셀스 야메스 판 카른베 요하네스 오스텐 헤오르헤 판 로셈                       |      |
| 4    | 헝가리 | 나지 벨러 메사로스 로란트 아파티 예뇨 토트 페테르                                             |      |

## 메달리스트
| 금                                                                                     | 은 | 동                                                                                             |
| 독일 (GER) · 구스타프 카스미르 · 야코프 에르크라트 데 바리 · 에밀 쇤 · 오구스트 페트리 | 그리스 (GRE) · 메넬라오스 사코라포스 · 이오아니스 게오르기아디스 · 트리안타필로스 코르도기아니스 · 카트란 조르바스 | 네덜란드 (NED) · 마우리츠 판 뢰벤 셀스 · 야메스 판 카른베 · 요하네스 오스텐 · 헤오르헤 판 로셈 |

## 참고 자료
- (영어) “Fencing at the 1906 Athina Summer Games: Men's Sabre, Team”. sports-reference.com. 2012년 1월 30일에 원본 문서에서 보존된 문서. 2011년 5월 25일에 확인함.
- (영어) De Wael, Herman. “Herman's Full Olympians: "Fencing 1906".”. 2016년 3월 5일에 원본 문서에서 보존된 문서. 2018년 11월 28일에 확인함.